# 1895年3月26日日食
1895年3月26日日食为一次在协调世界时1895年3月26日出現的日偏食。該次日食食分為0.3531。

## 概述
這次日食的食分是0.3531。

## 基本參數
- 類型：日偏食
- 食甚資料：
  - 日期：1895年3月26日
  - 時間：10時9分33秒
  - 地點：61N 65W
  - 食分：0.3531

## 外部連結
- NASA日食專頁（页面存档备份，存于）（英文）